# شهرستان ساتو ماره
شهرستان ساتو ماره (به لاتین: Satu Mare County) یک județ در رومانی است که در رومانی واقع شده‌است.

## خصوصیات
شهرستان ساتو ماره ۳۶۶٬۲۷۰ نفر جمعیت دارد.